# Syncom 2
Syncom 2 war ein amerikanischer Kommunikationssatellit der NASA aus dem Syncom-Programm. Syncom steht für Synchronous Orbit Communications Satellite.

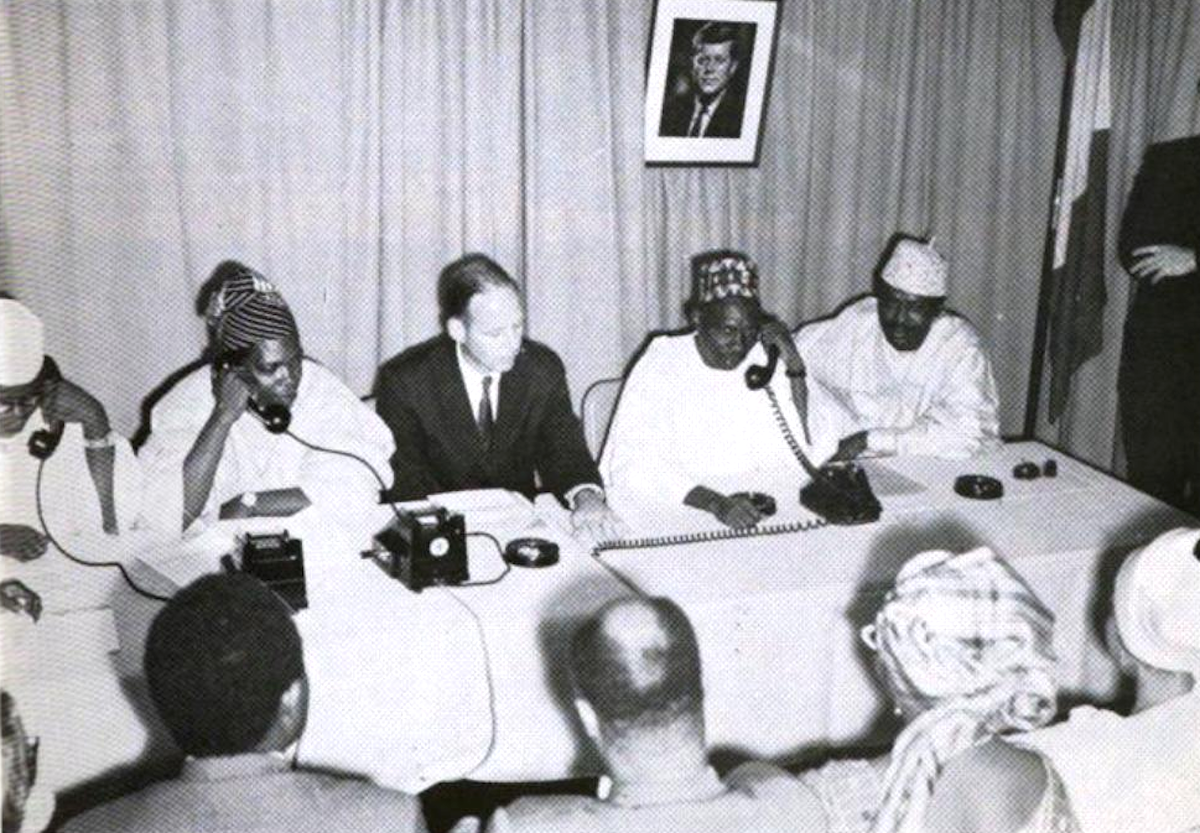
Telefonat zwischen John F. Kennedy und Abubakar Tafawa Balewa

Der Satellit wurde am 26. Juli 1963 vom Cape Canaveral mit einer Delta-B-Trägerrakete gestartet. Syncom 2 war der erste funktionstüchtige Satellit auf einer geosynchronen Umlaufbahn.
Streng genommen stand Syncom 2 nicht über einem Punkt der Erde, denn er wies aufgrund seines Starts nördlich des Äquators eine orbitale Inklination von 33° auf. Dadurch bewegte er sich in Form einer in Nord-Süd-Richtung verlaufenden langgezogenen Acht zwischen 33° nördlicher und 33° südlicher Breite. Erst 1964 war die Technologie für Satellitenstarts soweit verbessert worden, dass der Nachfolger Syncom 3 mit einer Inklination von weniger als 1° eine in der Praxis als geostationär anzusehende Umlaufbahn erreichen konnte.
Auf der zylindrischen Außenseite des Satelliten waren 3.840 Silicium-Solarzellen mit einer Gesamtleistung von 29 Watt angebracht, welche die direkte Stromversorgung während 99 % der Zeit erlaubten. Im Erdschatten übernahmen Nickel-Cadmium-Akkumulatoren die Versorgung von Syncom 2 mit elektrischer Energie. Am 1. Januar 1965 ging der Betrieb von Syncom 2 an das Department of Defense über.
Im August 1963 telefonierte der amerikanische Präsident John F. Kennedy über diesen Satelliten mit dem nigerianischen Premierminister Abubakar Tafawa Balewa.